# Fiamma

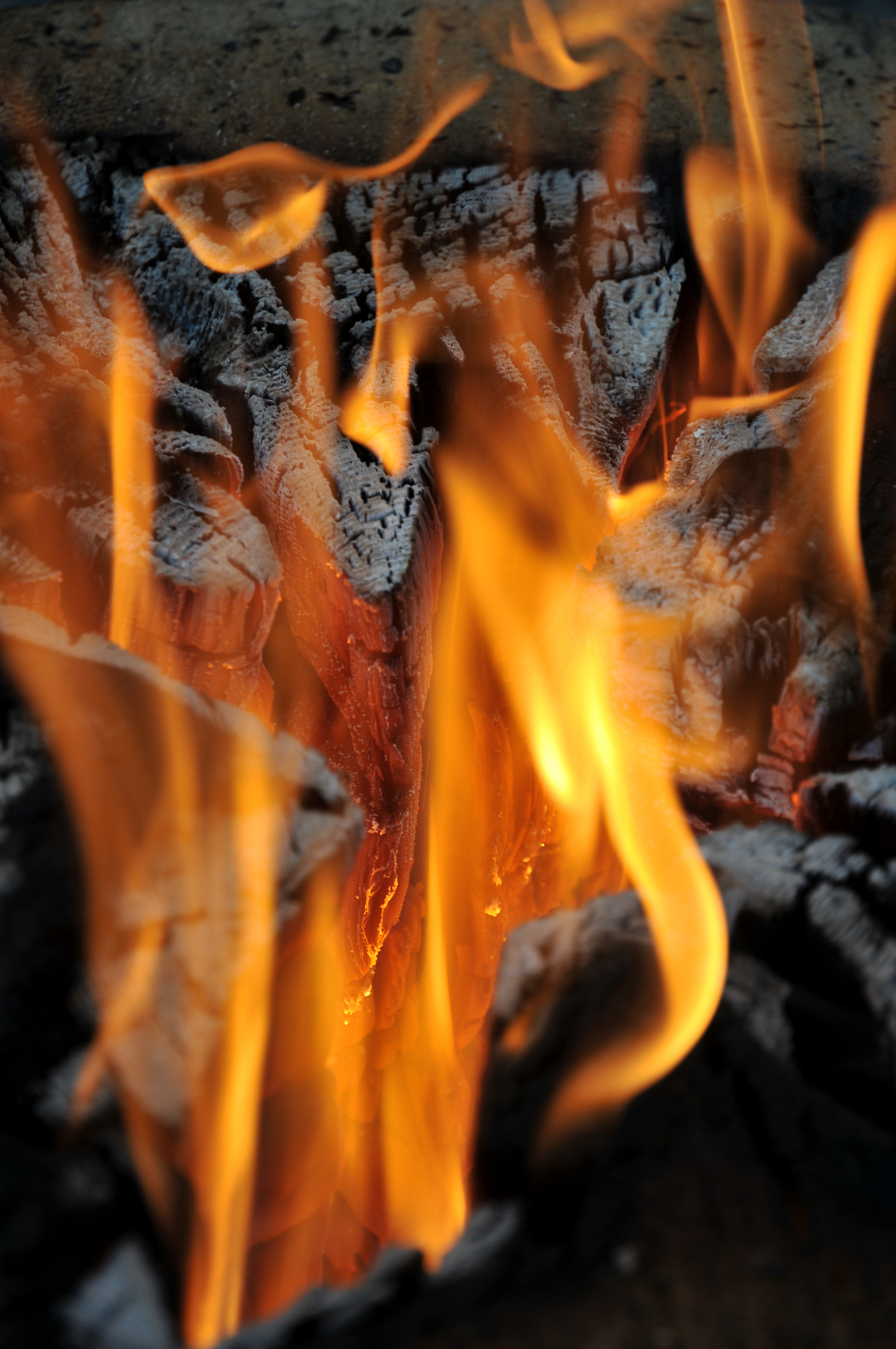
Primo piano della fiamma generata dalla combustione del legno

La fiamma (dal latino flamma) è la parte visibile di una combustione. Il fenomeno è causato da una reazione chimica fortemente esotermica che consuma i reagenti (combustibile e comburente) a favore della formazione dei prodotti (calore e radiazioni elettromagnetiche).

## Meccanismo
Il meccanismo generale secondo cui una fiamma emette calore e onde elettromagnetiche nello spettro della luce visibile, è molto complesso e genera numerose molecole intermedie, molte delle quali di natura radicalica. Si può dire che tali prodotti hanno una temperatura tale da emettere onde elettromagnetiche nel campo della luce visibile, e dunque essere fonte di luce. I prodotti di combustione, molto caldi, si muovono verso l'alto a partire dal materiale combustibile, raffreddandosi progressivamente. Il colore della fiamma vicino al materiale combustibile è blu, essendo i gas molto caldi, e vira verso il rosso e giallo man mano che i gas si allontanano dalla sorgente, in quanto diminuendo la temperatura diminuisce la frequenza delle radiazioni emesse. Quando i gas sono sufficientemente lontani dalla sorgente combustibile, essi hanno una temperatura più bassa tale da non emettere più radiazioni nel campo del visibile, dunque quello che appare alla vista è il cosiddetto fumo.
Il movimento guizzante delle fiamme, quindi, è quello dei gas combusti, molto caldi, che sfuggono verso l'alto nell'atmosfera circostante, molto più fredda.
Alcuni materiali bruciano senza mostrare fiamme visibili: in questo caso la lunghezza d'onda dei fotoni emessi dai gas non è nel campo del visibile ma nell'infrarosso o (più raramente) nell'ultravioletto. 

## Colore

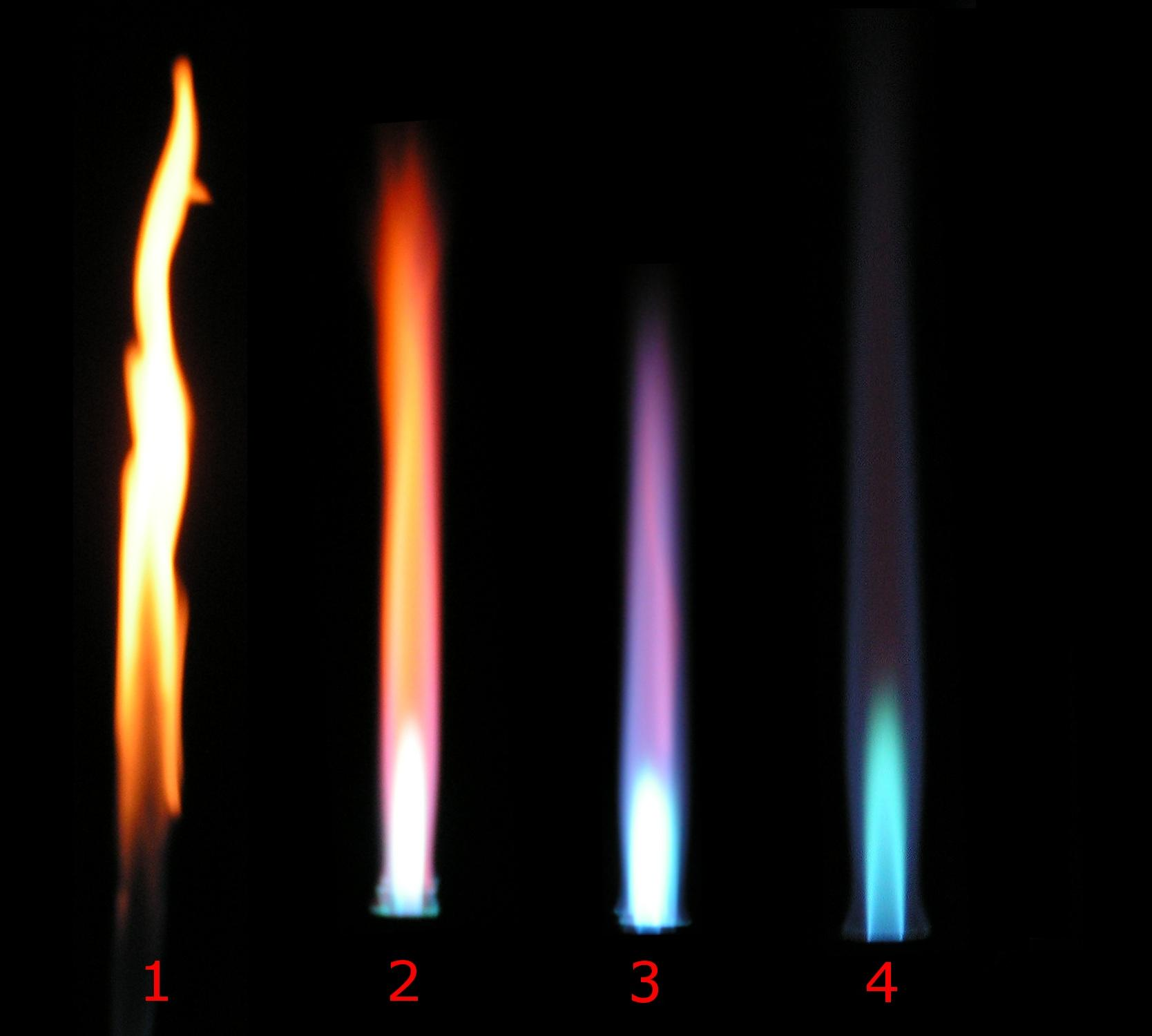
Fiamme diverse per diversa percentuale di ossigeno nella miscela combustibile. Sulla sinistra (1) una mistura ricca di combustibile ma senza ossigeno premiscelato produce una fiamma gialla che diffonde fuliggine; sulla destra (4) una fiamma prodotta da una miscela ricca di ossigeno che non produce fuliggine.

Il colore di una fiamma dipende dal tipo di combustibile coinvolto nella combustione: sottoposta a spettroscopia, la luce della fiamma rivela una serie di righe spettrali caratteristiche delle molecole e degli elementi contenuti nel gas. Questo fenomeno è stato ampiamente studiato ed è da tempo parte delle procedure standard di analisi chimica qualitativa.
Anche il comburente può cambiare le caratteristiche di una fiamma. Un esempio è mostrato nell'immagine: il comburente utilizzato, l'ossigeno, è presente con diverse concentrazioni nelle quattro fiamme illustrate. La combustione dell'idrogeno nel cloro produce una fiamma e nel processo emette acido cloridrico gassoso (HCl) come prodotto della combustione.
Colori specifici possono essere impartiti alle fiamme mediante l'introduzione di specie eccitabili con righe luminose dello spettro di emissione. Nella chimica analitica, questo effetto viene utilizzato nei saggi alla fiamma per determinare la presenza di alcuni ioni metallici. Nella pirotecnica, i coloranti pirotecnici vengono utilizzati per produrre fuochi d'artificio dai colori vivaci.

## Temperatura
La temperatura di una fiamma può essere influenzata da fattori diversi: 
- Il colore, il quale rappresenta solo una stima della temperatura. Esso risulta molto utile per i vigili del fuoco, i quali lo osservano per comprendere in maniera indicativa la temperatura delle fiamme con cui hanno a che fare;[2]

| Colore            | Temperatura (°C) |
| ----------------- | ---------------- |
| Amaranto pallido  | 480              |
| Amaranto          | 525              |
| Rosso sangue      | 585              |
| Rosso scuro       | 635              |
| Rosso             | 675              |
| Rosso chiaro      | 740              |
| Rosso pallido     | 845              |
| Rosa              | 900              |
| Arancione         | 940              |
| Giallo            | 995              |
| Giallo pallido    | 1080             |
| Bianco            | 1205             |
| Azzurro/Blu-viola | 1400             |

- il combustibile. Esempi di differenti combustibili sono il metano e il carbone, i quali bruciano rispettivamente a circa 900 °C e 750 °C;
- il comburente. Esempi di differenti comburenti sono l'ossigeno e gli ossidi di azoto;
- la pressione atmosferica;
- la percentuale di ossigeno atmosferico.

Negli incendi, le fiamme più fredde sono spesso rosse e producono più fumo. Qui il colore rosso rispetto al tipico colore giallo delle fiamme suggerisce che la temperatura è più bassa. Questo perché c'è una mancanza di ossigeno e quindi c'è una combustione incompleta e la temperatura della fiamma è bassa, spesso solo da 600 a 850 °C.

## In microgravità

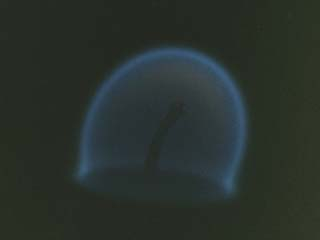
Aspetto della fiamma di una candela in condizioni di microgravità

Nel 2000, gli esperimenti della NASA hanno confermato che la gravità gioca un ruolo importante nella formazione e composizione delle fiamme. La distribuzione comune di una fiamma in condizioni di gravità normale dipende dalla convezione, poiché la fuliggine tende a salire verso l'alto di una fiamma (come in una candela in condizioni di gravità normale), rendendola gialla. In ambienti a microgravità o gravità zero, come in orbita sulla ISS, la fiamma diventa sferica, con la tendenza a diventare più blu e più efficiente. Ci sono diverse possibili spiegazioni per questa differenza, di cui la più probabile è l'ipotesi che la temperatura sia distribuita in modo sufficientemente uniforme da non formare fuliggine e si verifica una combustione completa. Gli esperimenti della NASA rivelano che le fiamme a diffusione in microgravità consentono di ossidare completamente più fuliggine dopo la loro produzione rispetto alle fiamme a diffusione sulla Terra, a causa di una serie di meccanismi che si comportano diversamente in microgravità rispetto alle normali condizioni di gravità. Queste scoperte hanno potenziali applicazioni nella scienza applicata e nell'industria, in particolare per quanto riguarda l'efficienza del carburante.